# マリア・フョードロヴナ (パーヴェル1世皇后)
マリア・フョードロヴナ（ロシア語: Мари́я Фёдоровна, ラテン文字転写: Maria Feodorovna, 1759年10月25日（ユリウス暦10月14日） - 1828年11月5日（グレゴリオ暦11月12日））は、ロシア皇帝パーヴェル1世の皇后。ドイツ語名はゾフィー・ドロテア・フォン・ヴュルテンベルク（Sophie Dorothea von Württemberg）。

## 幼少期

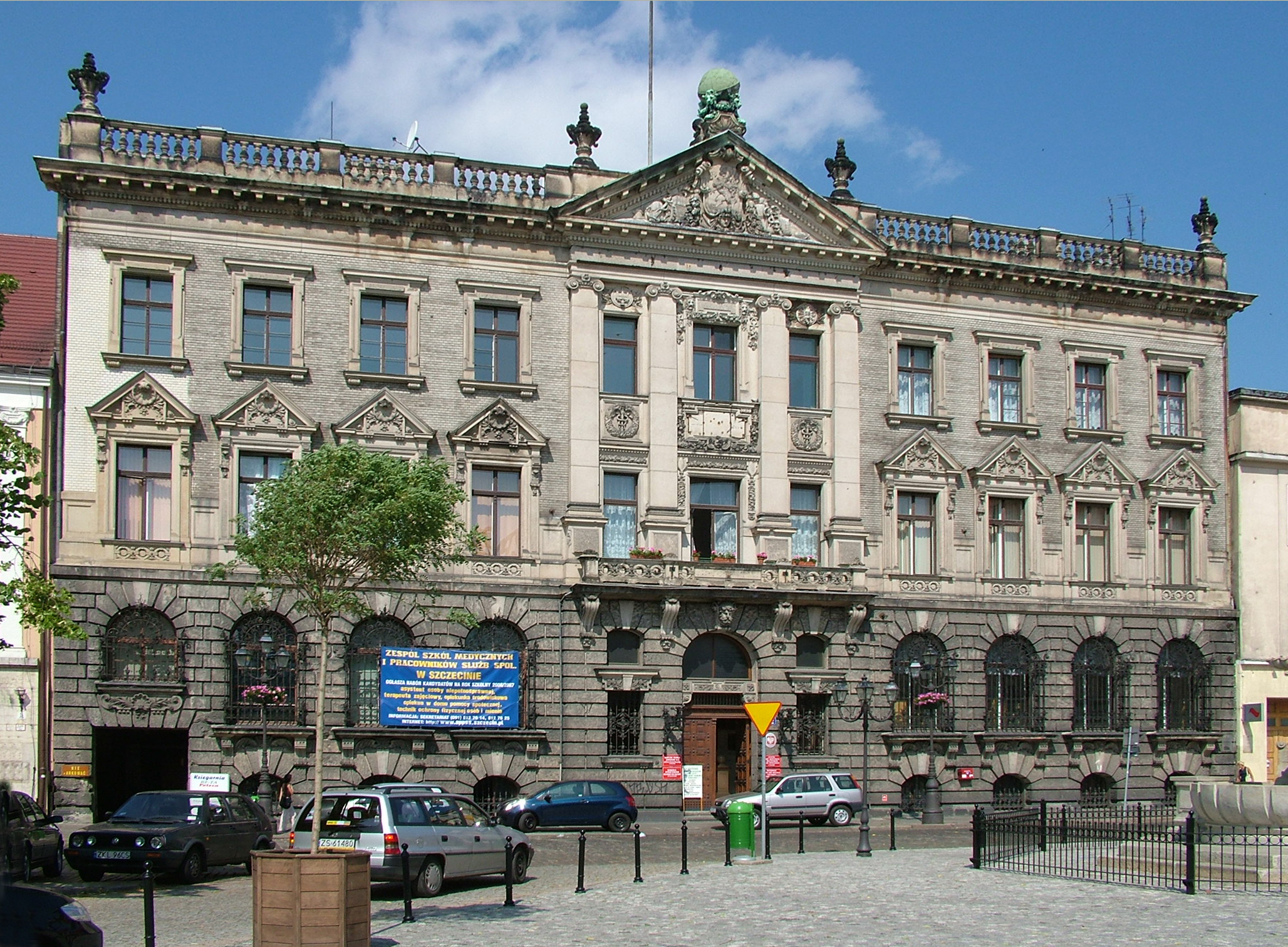
マリア・フョードロヴナが生まれたシュチェチンの宮殿

ヴュルテンベルク公フリードリヒ2世オイゲンとその妃でブランデンブルク＝シュヴェート辺境伯フリードリヒ・ヴィルヘルムの娘であるフリーデリケ・ドロテア・ゾフィアの間の娘として、シュテッティン（現在ポーランド領シュチェチン）で生まれた。フランスにほど近い父の領地モンベリアル伯領で育ったため、フランスのファッションや洗練といったものに幼い頃からふれ、芸術を愛するようになった（当時のドイツ・ブルジョワ階級が好んだ簡素さとは一線を画していた）。
1773年に、ロシア皇太子パーヴェルの花嫁候補となるが、まだ14歳であったため選ばれず、年齢が皇太子に近いヴィルヘルミーネ・フォン・ヘッセン＝ダルムシュタット（ナターリア・アレクセーエヴナ）が花嫁となった。
ゾフィーは、ヴィルヘルミーネの兄ルートヴィヒと婚約した。しかし1776年にナターリアが亡くなり、パーヴェルの2度目の妻としてゾフィーがプロイセン王フリードリヒ2世から推薦された。ゾフィーとの婚約が破談になったルートヴィヒには多額の補償金が払われた。ゾフィーはロシア皇后になるという期待と喜びでいっぱいだったが、母親は幾人かの不幸なロシア皇后の末路を思い、悲嘆に暮れたという。
女帝エカチェリーナ2世は、息子の婚約者ゾフィーに会って喜んだ。可愛らしいだけでなく、2人には似たところがたくさんあったからである。名前と出生地は女帝と同じで、良い教育を受けていたことも共通していた。ゾフィーはロシア正教に改宗してマリアと改名し、1776年9月に結婚した。
パーヴェルは極めて醜く、扱いづらい性格だったが、マリアは彼と深く愛し合っていた。そのため、最初は良い関係だった女帝との仲が、パーヴェルが母を嫌っていたために悪化してしまった。翌年12月、マリアは長男アレクサンドルを生んだ。しかし、出産からわずか3ヶ月後、エカチェリーナは孫息子を両親から引き離し、自分の手元で育て始めた。両親の干渉なしに自分の思うとおりに養育するためにだった。
1779年に次男コンスタンチンが生まれると、またしても同じことになった。両親は週に一度だけの面会しか許されず、マリアは女帝に強い憎しみを抱くようになった。その後4年間、夫妻は子供をつくらなかった。マリアは長男を生んだ褒美に女帝から与えられたパヴロフスク宮殿を、自分好みに飾り立てることで、心の痛みから逃れようとした。マリアの努力の結晶は、全ロシアで最も美しい宮殿の一つとうたわれた。
1781年から1年間、マリアはパーヴェルと西欧を旅行した。帰国後の1782年の暮れ、マリアは長女アレクサンドラ・パヴロヴナを出産した。女帝は皇女の誕生祝いとして、パーヴェル夫婦にガッチナ宮殿を贈った。ここはパーヴェルが即位するまで、反エカチェリーナ派の集うもう一つの宮廷となった。女帝の支配が長く続く間、パーヴェルたちは苦しい収入でガッチナ宮殿に住むことを強いられた。マリアは夫の極端な性格を和らげ、有益な影響を彼に及ぼし続けた。また、パヴロフスク宮殿を美化し、周辺住民への福祉活動を行い続けた。パーヴェルがマリア付きの女官エカチェリーナ・ネリドヴァと深い関係になったのは、彼女にとって許せないことだった。しかしマリアは、ネリドヴァと共同でパーヴェルの進行するノイローゼ症を中和しようとするようになった。

## 皇后
1796年に女帝が崩御し、20年以上影の存在だった皇太子が即位した。全く政治に接触することのできなかったマリアも、おそるおそる自分の地位を利用するようになった。彼女はロシア最初の女子学校を設立したり、多くの慈善機関をもうけた。これらはロシア革命まで存続していた。また、困窮する多くの親族に可能な限り援助をしていた（生家ヴュルテンベルク家の弟アレクサンダーもロシアへ招いた）。
1798年に、10人目の子供を生んだのち、パーヴェルとの良好な夫婦関係が壊れ始めた。皇帝は19歳のアンナ・ロプキナに魅了され愛妾にし、そのことを開き直ったのだった。

## 皇太后
在位4年4ヶ月と4日で、パーヴェルは暗殺された。マリアは義母にならい、自ら女帝になろうとしたが、後ろ盾のないまま無謀だと長子アレクサンドルに説得され、あきらめた。アレクサンドル1世として即位した新皇帝は、母に宮廷で最も高い地位と収入を与えて厚遇した。マリアは、あれほど嫌ったエカテリーナ女帝の伝統をふまえ、胸に飾りリボンをかけた軍事用正装でパレードに出席した。女官や侍従たちの間では、簡素なアレクサンドルと比較して、マリアは豪奢でおごり高ぶっていると囁かれるようになった。マリアは、上の2人とは違い、幼い3人の子供たちを手元で育てた。彼らは成長すると、皇太后は熱心に文通をしたが、次第に彼らは母親に冷淡でよそよそしくなった。
アレクサンドルに政治的圧力を加えるのにも失敗した。マリアは息子と違い、徹底してナポレオン嫌いだった。彼女の方がアレクサンドルのどんな進言にも折れなかった。フランス皇帝からの皇妹アンナ・パヴロヴナへの正式な結婚申し込みを、マリアは猛烈な勢いで反対した。ナポレオン戦争中、マリアの宮廷はロシアの反ナポレオン派の本拠地となっていた。

## 子供
- アレクサンドル1世（1777年 - 1825年） - ロシア皇帝。
- コンスタンチン（1779年 - 1831年） - ザクセン＝コーブルク＝ザールフェルト公女ユリアーネ（ロシア語名アンナ・フョードロヴナ）と結婚。
- アレクサンドラ（1783年 - 1801年） - オーストリア大公ヨーゼフ・アントン妃。
- エレナ（1784年 - 1801年） - メクレンブルク＝シュヴェリーン大公世子フリードリヒ・ルートヴィヒ妃。パウル・フリードリヒ大公の母。
- マリア（1786年 - 1859年） - ザクセン＝ヴァイマル＝アイゼナハ大公カール・フリードリヒ妃。
- エカテリーナ（1788年 - 1819年） - オルデンブルク公子ゲオルク妃。のちヴュルテンベルク王ヴィルヘルム1世妃。
- オリガ（1792年 - 1795年）
- アンナ（1795年 - 1865年） - オランダ王ウィレム2世妃。
- ニコライ1世（1796年 - 1855年） - ロシア皇帝。
- ミハイル（1798年 - 1849年） - ヴュルテンベルク王女シャルロッテ（ロシア語名エレナ・パヴロヴナ）と結婚。